# Guillermo Orozco Montoya
Guillermo Orozco Montoya (Sonsón, Antioquia, 15 de agosto de 1946), es un eclesiástico colombiano de la Iglesia católica. Actualmente se desempeña como Obispo Emérito de la Diócesis de Girardota.

## Biografía
Realizó sus estudios secundarios en el Seminario Menor San Alberto Magno, en Sonsón. Cursó los ciclos de Filosofía y Teología en el Seminario Nacional Cristo Sacerdote, en el municipio de La Ceja.Posteriormente viajó a Austria, Allí, en el Instituto Canisianum de Innsbruck, obtuvo la Licenciatura en Teología Dogmática.
Recibió la ordenación sacerdotal el 29 de junio de 1970 en la ciudad de Innsbruck, incardinándose a la Diócesis de Sonsón-Rionegro.
Durante su ministerio ha desempeñado los siguientes cargos:
- Formador del Seminario Nacional Cristo Sacerdote (1972-1980).
- Párroco de Cristo Sacerdote en Rionegro, y profesor Externo de dicho Seminario (1980-1987).
- Decano de la Facultad de Educación de la Universidad Católica de Oriente (1987-1993).
- Rector del Seminario Mayor de Girardota y profesor de la Universidad Pontificia Bolivariana (1994-2000).
- Director del Departamento de Pastoral para los Ministerios Jerárquicos, del Secretariado Permanente del Episcopado Colombiano (2001-marzo de 2006).

El 17 de enero de 2006, el Papa Benedicto XVI lo nombró obispo de la Diócesis de San José del Guaviare. Recibió la ordenación episcopal el 10 de marzo y tomó posesión de dicha jurisdicción el 19 de marzo de 2006. El 2 de febrero de 2010 fue nombrado por Su Santidad Benedicto XVI como Obispo de la Diócesis de Girardota, sucediendo en este cargo a monseñor Gonzalo Restrepo Restrepo. Tomó posesión canónica de dicha sede el 10 de abril de 2010 en solemne ceremonia celebrada en la Catedral de Nuestra Señora del Rosario.